# Вольф 359
Вольф 359 (CN Льва) — одиночная звезда в созвездии Льва. Находится на расстоянии 2,4 парсека (7,80 светового года) от Солнца. Это одна из ближайших звёзд к Солнцу. Ближе неё к Солнцу находятся только тройная система Альфы Центавра, двойная система коричневых карликов Луман 16 и одиночная звезда Барнарда, а также (с высокой степенью вероятности) коричневый карлик WISE 0855–0714.
Звезда была открыта с помощью астрофотосъёмки немецким астрономом Максом Вольфом в 1918 году. Её ближайшая соседка — Росс 128, находящаяся на расстоянии 1,16 пк или 3,78 св. года.
Звезда расположена вблизи плоскости эклиптики.

## Характеристики
Звезда Вольф 359 — это чрезвычайно слабый красный карлик, невидимый невооружённым глазом. Звезда является вспыхивающей (она может увеличить свою яркость в течение нескольких минут) из-за сильного магнитного поля, составляющего 2200 гаусс (0,22 тесла), цифра значительно варьируется на временных масштабах. К примеру, у Солнца в среднем составляет 1 гаусс (100 мкТл) хотя в областях солнечных пятен значение может возрастать до 3000 Гс (0,3 Тл). Космические телескопы зафиксировали также увеличение яркости в рентгеновском и гамма диапазонах во время вспышек.
Во время наблюдений с помощью космического телескопа Хаббл было обнаружено 32 вспышки с энергией 1027 эрг (1020 джоулей) и выше в течение двухчасового периода.
Вольф 359 — относительно молодая звезда с возрастом менее миллиарда лет. Масса звезды — 0,09—0,13 M⊙, радиус — 0,16—0,19 R⊙. Вольф 359 заметно слабее Проксимы Центавра, но является нормальной звездой главной последовательности. Оценки температуры фотосферы колеблются от 2500 К до 2900 К, что достаточно низко для образования химических соединений. В спектре звезды были обнаружены следы таких молекул как: СО, FeH, CrH, H2O, MgH, VO, TiO и, возможно, CaOH. В спектре отсутствует литий: это может указывать, что возраст звезды составляет не менее 100 миллионов лет.
За пределами фотосферы находится высокотемпературная область, известная как корона. В 2001 году Вольф 359 стал первой звездой, отличной от Солнца, у которой спектр короны наблюдался с помощью наземного телескопа. Спектр показал спектральные линии Fe XIII, который представляет собой сильно ионизированное железо, лишенное двенадцати электронов.

## Движение
Вращение звезды вызывает изменения в спектре из-за эффекта Доплера. Прогнозируемая скорость вращения экватора Вольф 359 составляет менее 3 км/с, что ниже порога обнаружения по расширениям спектральных линий. Такая низкая скорость вращения могла быть вызвана потерей момента импульса в результате звёздного ветра. Обычно время замедления вращения у звёзд спектрального класса M6 составляет примерно 10 миллиардов лет. Тем не менее, эволюционные модели предполагают, что Вольф 359 является относительно молодой звездой с возрастом менее миллиарда лет.
Собственное движение Вольф 359 составляет 4,696 угловых секунд в год, она удаляется от Солнца со скоростью 19 км/с. В галактической системе координат движение составляет (U, V, W) = (-26, −44, −18) км/с.

## Галерея

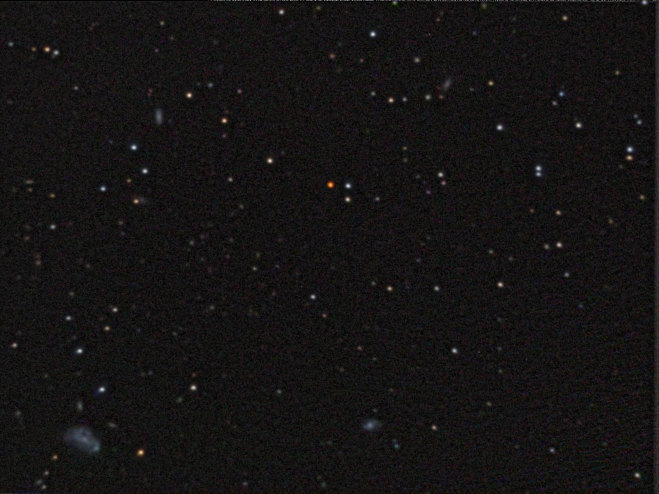
Вольф 359 —  оранжевая звезда чуть выше центра (2009)
Расположение на небе

## Ближайшее окружение звезды
Следующие звёздные системы находятся на расстоянии в пределах 10 световых лет от Вольф 359 (список неполный):
| Звезда            | Спектральный класс | Расстояние, св. лет |
| Росс 128          | M4 Ve              | 3,8                 |
| Лаланд 21185      | M2,1 Ve            | 4,1                 |
| Вольф 424 AB      | M5,5 Ve / M5,5 Ve  | 7,3                 |
| DX Рака           | M6,5 Ve            | 7,7                 |
| LP 731-58         | M6,5 V             | 7,7                 |
| WISE 1049-5319 AB | L8 / T1            | 7,78                |
| Солнце            | G2 V               | 7,8                 |
| Проксима Центавра | M5,5 Ve            | 8,2                 |
| α Центавра AB     | G2 V / K1 V        | 8,3                 |
| Процион AB        | F5 IV / DA         | 8,6                 |
| LTT 12352         | M3,5 V             | 8,7                 |
| AD Льва           | M3 Ve              | 8,8                 |
| Сириус AB         | A1 Vm / DA2        | 9,0                 |
| Звезда Лейтена    | M3,5 V             | 9,8                 |
| DENIS 1048-39     | M9 V               | 10                  |